# Macram Max Gassis
Macram Max Gassis (Khartum, 21 settembre 1938 – Mechanicsburg, 4 giugno 2023) è stato un vescovo cattolico sudanese.

## Biografia
Monsignor Macram Max Gassis nacque a Khartum il 21 settembre 1938.

### Formazione e ministero sacerdotale
Frequentò una scuola gestita da missionari comboniani a Khartum. Dal 1955 al 1964 proseguì gli studi di filosofia e teologia in Gran Bretagna e in Italia, nei seminari comboniani. Il 9 settembre 1957 emise la professione solenne.
Il 28 giugno 1964 fu ordinato presbitero a Verona dal cardinale Krikor Bedros XV Aghagianian, prefetto della Congregazione de Propaganda Fide. Dopo essere tornato in Sudan, prestò servizio come vicario parrocchiale a Wad Madani, nella parte centrale del paese. I)n seguito fu parroco delle parrocchie di Gadaref, Cassala e New Half, nella parte orientale del paese. Nel 1971 divenne cancelliere vescovile. Dal 1973 al 1983 fu segretario generale della Conferenza dei vescovi cattolici del Sudan. Nel 1979 conseguì la laurea in diritto canonico e amministrazione all'Università Cattolica d'America a Washington.
Il 4 ottobre 1983 è stato nominato amministratore apostolico sede vacante et ad nutum Sanctae Sedis di El Obeid.

### Ministero episcopale
Il 12 marzo 1988 papa Giovanni Paolo II lo nominò vescovo di El Obeid. Ricevette l'ordinazione episcopale il 15 maggio successivo nella cattedrale di Nostra Signora Regina d'Africa a El Obeid dall'arcivescovo Luis Robles Díaz, nunzio apostolico in Sudan e delegato apostolico nella Regione del Mar Rosso, co-consacranti l'arcivescovo metropolita di Khartum Gabriel Zubeir Wako e il vescovo di Tombura-Yambio Joseph Abangite Gasi. Durante la stessa celebrazione prese possesso della diocesi.
Come unico vescovo di lingua araba nella Conferenza episcopale, ebbe numerosi colloqui con i rappresentanti del governo. Il governo sudanese però presentò un'accusa contro il vescovo Gassis quando questi rilasciò una dichiarazione al Congresso degli Stati Uniti d'America in cui parlava dei crimini commessi dalle autorità contro la sua stessa gente. Per le sue attività nel difendere la popolazione cristiana del suo paese invocando il rispetto del rispetto dei diritti umani da parte del governo di Khartum, monsignor Gassis ricevette numerosi premi ma fu costretto a vivere in esilio. Nel 1989, infatti, tornando da un viaggio in Europa dopo il colpo di stato fondamentalista che ha depose il primo ministro Sadiq al-Mahdi, il suo passaporto venne sequestrato. Le autorità ordinarono di arrestarlo all'aeroporto. Poiché aveva ancora qualche alleato nel governo, l'ordine non fu eseguito. Si dovette comunque presentare davanti al Procuratore generale che ha rinviò la decisione sul suo destino al Primo ministro. Fu interrogato e quindi rilasciato su cauzione.
Nel 1990 partì per un viaggio all'estero. In quel periodo gli fu diagnosticato un tumore e si sottopose a un intervento nell'ospedale dell'Università di Georgetown.
Nel 1991 un membro cristiano della giunta militare informò la Santa Sede che monsignor Gassis non doveva tornare in patria. Da allora visse soprattutto in Kenya, ma non smise di viaggiare in Europa e in America del Nord per chiedere aiuto per far rispettare i diritti umani in Sudan. Informava il pubblico sulla persecuzione religiosa contro la popolazione cristiana, sul bombardamento degli insediamenti e sul terrorismo tramite la fame e gli omicidi. Promuoveva inoltre l'attivazione di progetti umanitari di vario tipo volti alla creazione di pozzi e ospedali e a favore dell'istruzione delle popolazioni locali.
In sua assenza la diocesi di El Obeid fu retta da due amministratori apostolici sede plena: Antonio Menegazzo dal 1995 al 2010 e Michael Didi Adgum Mangoria dal 2010 al 2013.
Nel 2011 visitò la Polonia in occasione dei tre giorni di solidarietà con la Chiesa perseguitata.
Compì la visita ad limina nel marzo del 2010 e nel settembre del 2018.
Il 28 ottobre 2013 papa Francesco accettò la sua rinuncia al governo pastorale della diocesi per raggiunti limiti di età.
Morì a Mechanicsburg il 5 giugno 2023 all'età di 84 anni. Le esequie si tennero il 13 giugno alle ore 13 nella chiesa di Santa Teresa a New Cumberland e furono presiedute da monsignor Ronald William Gainer, amministratore apostolico di Harrisburg. È sepolto nel settore dei presbiteri dell'Holy Cross Cemetery di Harrisburg.
A Pregnana Milanese è attiva un'associazione a lui intitolata che porta aiuti alle popolazioni Nuba e Dinka, due tribù del Sudan del Sud.

## Genealogia episcopale
La genealogia episcopale è:
- Cardinale Scipione Rebiba
- Cardinale Giulio Antonio Santori
- Cardinale Girolamo Bernerio, O.P.
- Arcivescovo Galeazzo Sanvitale
- Cardinale Ludovico Ludovisi
- Cardinale Luigi Caetani
- Cardinale Ulderico Carpegna
- Cardinale Paluzzo Paluzzi Altieri degli Albertoni
- Papa Benedetto XIII
- Papa Benedetto XIV
- Cardinale Enrico Enriquez
- Arcivescovo Manuel Quintano Bonifaz
- Cardinale Buenaventura Córdoba Espinosa de la Cerda
- Cardinale Giuseppe Maria Doria Pamphilj
- Papa Pio VIII
- Papa Pio IX
- Arcivescovo José María Ignacio Montes de Oca y Obregón
- Arcivescovo Próspero María Alarcón y Sánchez de la Barquera
- Arcivescovo Leopoldo Ruiz y Flóres
- Arcivescovo Luis María Altamirano y Bulnes
- Arcivescovo Octaviano Márquez y Tóriz
- Cardinale Ernesto Corripio y Ahumada
- Arcivescovo Luis Robles Díaz
- Vescovo Macram Max Gassis, M.C.C.I.